# Вішик (Північна Дакота)
Вішик (англ. Wishek) — місто (англ. city) в США, в окрузі Макінтош штату Північна Дакота. Населення — 864 особи (2020).

## Географія
Вішик розташований за координатами 46°15′20″ пн. ш. 99°33′16″ зх. д. / 46.25556° пн. ш. 99.55444° зх. д. (46.255615, -99.554482).  За даними Бюро перепису населення США в 2010 році місто мало площу 3,76 км², з яких 3,74 км² — суходіл та 0,02 км² — водойми.

## Демографія
Згідно з переписом 2010 року, у місті мешкали 1002 особи в 454 домогосподарствах у складі 263 родин. Густота населення становила 266 осіб/км².  Було 516 помешкань (137/км²).
Расовий склад населення:
| - 98,3 % — білих - 0,9 % — корінних американців - 0,1 % — азіатів |

До двох чи більше рас належало 0,3 %. Частка іспаномовних становила 3,1 % від усіх жителів.
За віковим діапазоном населення розподілялося таким чином: 19,9 % — особи молодші 18 років, 45,2 % — особи у віці 18—64 років, 34,9 % — особи у віці 65 років та старші. Медіана віку мешканця становила 51,5 року. На 100 осіб жіночої статі у місті припадало 88,7 чоловіків;  на 100 жінок у віці від 18 років та старших — 83,3 чоловіків також старших 18 років.
Середній дохід на одне домашнє господарство  становив 55 036 доларів США (медіана — 47 978), а середній дохід на одну сім'ю — 74 044 долари (медіана — 64 417). Медіана доходів становила 44 286 доларів для чоловіків та 34 375 доларів для жінок. За межею бідності перебувало 11,5 % осіб, у тому числі 7,4 % дітей у віці до 18 років та 21,9 % осіб у віці 65 років та старших.
Цивільне працевлаштоване населення становило 481 особа. Основні галузі зайнятості: освіта, охорона здоров'я та соціальна допомога — 36,2 %, роздрібна торгівля — 10,0 %, сільське господарство, лісництво, риболовля — 9,8 %.